# Паркчестер (линия Пелем, Ай-ар-ти)
|     |   |   |     |   |   |     |
| · л | · | · | · э | · | · | · л |

|     |   |   |     |   |   |     |
| · л | · | · | · э | · | · | · л |

«Паркчестер» (англ. Parkchester) — станция Нью-Йоркского метрополитена, расположенная на линии Пелем, Ай-ар-ти. Станция находится в Бронксе, в округе Хантс-Пойнт, на пересечении Кросс-Бронкс-Экспресуэй, Метрополитан-авеню и Уэстчестер-авеню. На станции останавливаются маршруты 6 (круглосуточно) и <6> (в будни днём в пиковом направлении). Станция является северной конечной для маршрута 6 (в будни днём (в часы пик в обе стороны, в другое время в пиковом направлении)). Экспресс-путь используется маршрутом <6> (в будни днём в пиковом направлении). Локальные пути используются маршрутом 6 (круглосуточно).
Станция была открыта 17 января 1919 года и представлена двумя островными платформами, обслуживающими трёхпутный участок линии.

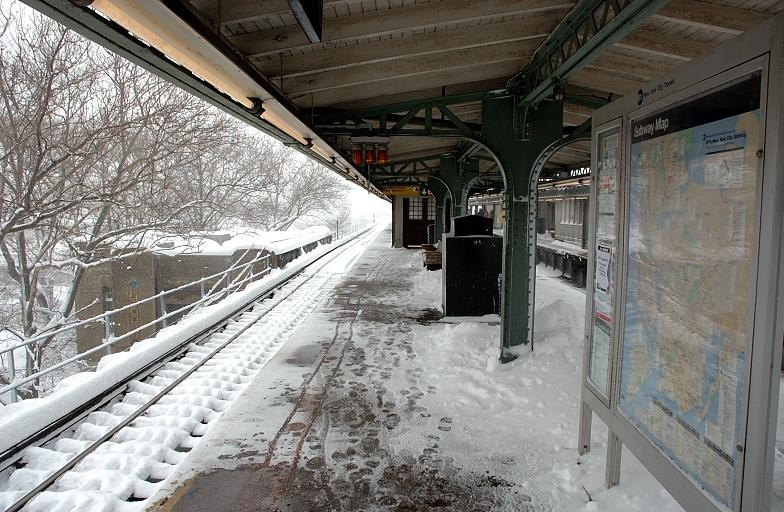
Станция зимой
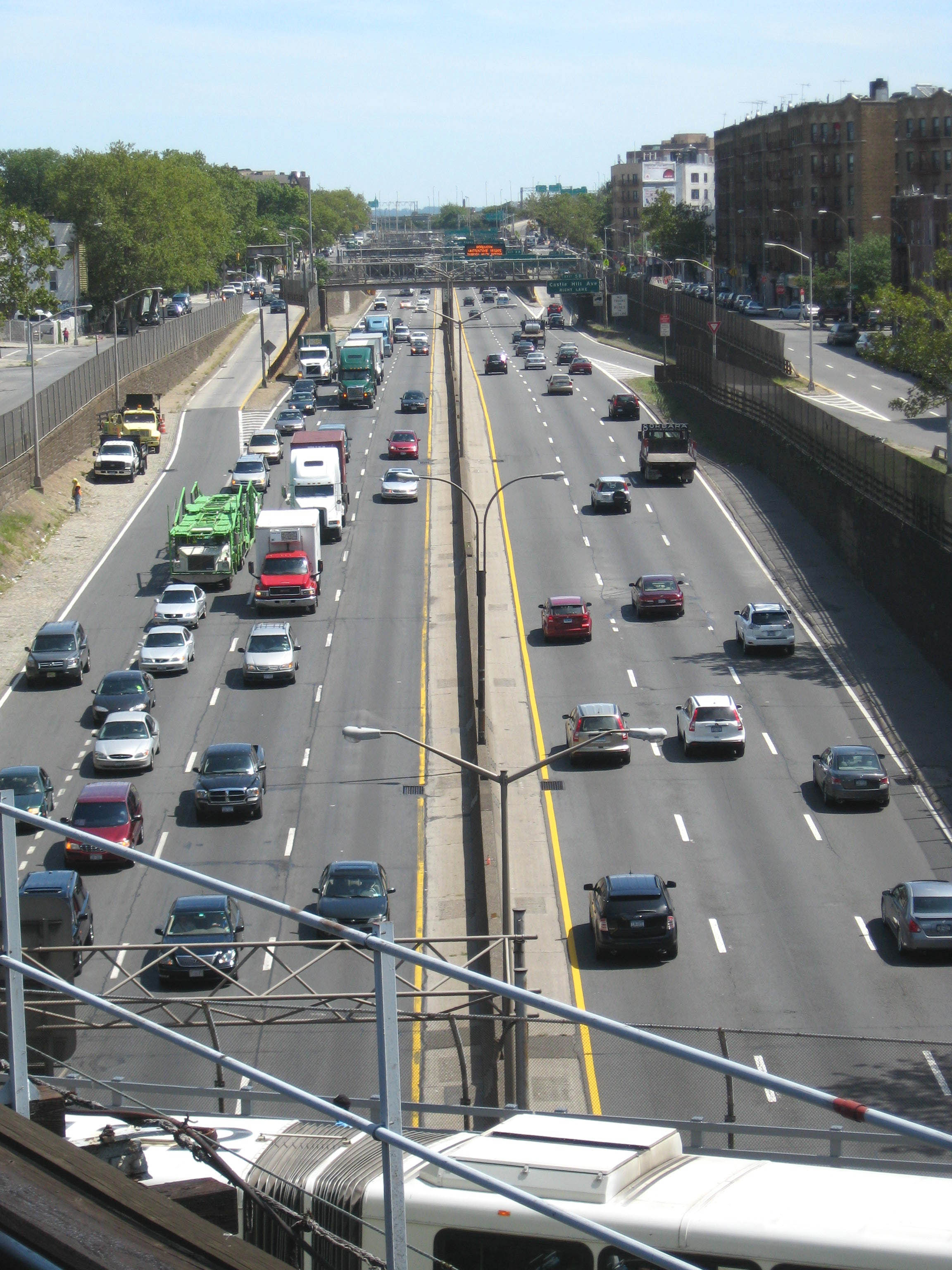
Вид со станции на Кросс-Бронкс-Экспресуэй
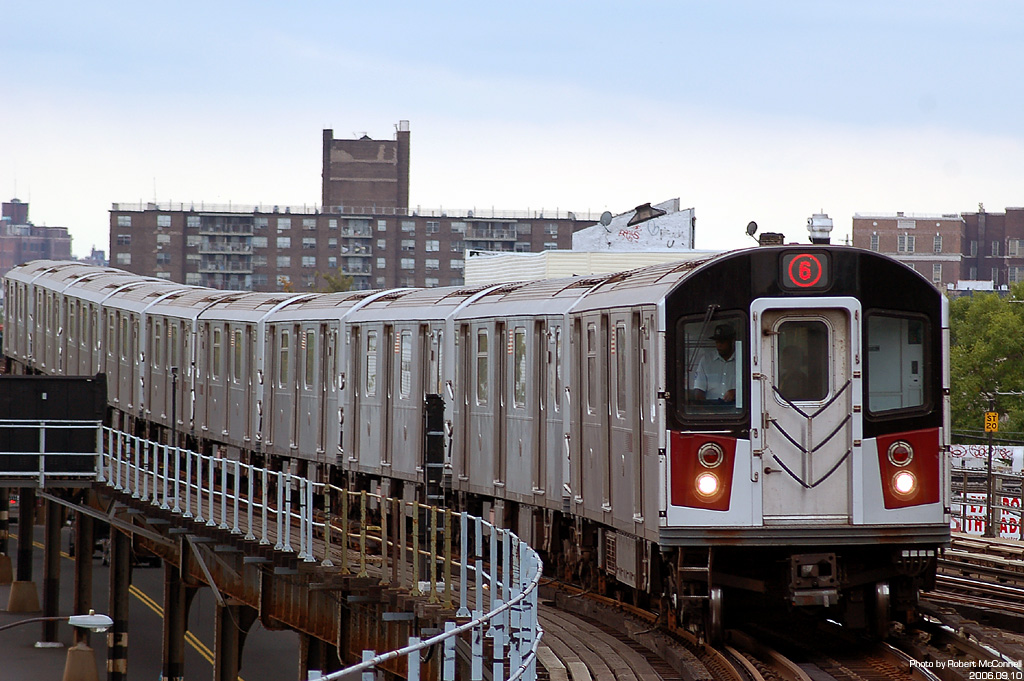
Поезд 6 прибывает на станцию